# Italia en los Juegos Paralímpicos de Pekín 2022
Italia estuvo representada en los Juegos Paralímpicos de Pekín 2022 por un total de 29 deportistas, 27 hombres y dos mujeres.

## Medallistas
El equipo paralímpico italiano obtuvo las siguientes medallas:
| Nombre              | Deporte        | Evento                                        |
| ------------------- | -------------- | --------------------------------------------- |
| Oro                 |                |                                               |
| Giacomo Bertagnolli | Esquí alpino   | Eslalon discapacidad visual masculino         |
| Giacomo Bertagnolli | Esquí alpino   | Supercombinada discapacidad visual masculino  |
| Plata               |                |                                               |
| Giacomo Bertagnolli | Esquí alpino   | Eslalon gigante discapacidad visual masculino |
| Giacomo Bertagnolli | Esquí alpino   | Supergigante discapacidad visual masculino    |
| René De Silvestro   | Esquí alpino   | Eslalon gigante sentado masculino             |
| Bronce              |                |                                               |
| René De Silvestro   | Esquí alpino   | Eslalon gigante masculino                     |
| Giuseppe Romele     | Esquí de fondo | 10 km sentado masculino                       |